# Private wars
「Private wars」（プライベート・ウォーズ）は、2000年5月3日に発売されたdream3枚目のシングル。
品番：AVCD-30101

## タイアップ
- Private wars（Original Mix）
  - ニッポン放送「2000年春のdreamキャンペーン」キャンペーン・ソング
  - テレビ東京系『スキヤキ!!ロンドンブーツ大作戦』エンディング・テーマ
- Start me up（Original Mix）
  - 森永製菓「サンデーカップ」CMソング。
- Private wars（SEA BREEZE 2000 MIX）
  - ブリストル・マイヤーズ スクイブ「シーブリーズ」CMソング

## 収録曲
1. Private wars（Original Mix）
作詞：海老根祐子　作曲：D・A・I　編曲：菊地圭介
2. Start me up（Original Mix）
作詞：海老根祐子　作曲：桑原秀明　編曲：菊池圭介
3. Private wars（Dub's Hyper Club Remix）
4. Private wars（EURO MIX）
5. Start me up（Iandscape mix）
6. Private wars（SEA BREEZE 2000 MIX）
シーブリーズのCMで流れていたバージョン。
7. Private wars（Instrumental）
8. Start me up（Instrumental）

## シングル・ビデオ
2000年6月7日にはこの曲のシングル・ビデオが発売されている（品番：AVVD-90078）。
ボーナス・トラックとしてこの年のJGTCイメージガールを務めた女性アイドルグループ「PASSION2000」が同曲のユーロビートヴァージョンにのせてパラパラを踊る映像が収録されている。

### 収録内容
1. Private wars（Promotion Video Clip）
クリップ集『DAYDREAM』（2001年3月7日発売）にも収録。
2. Private wars -EURO MIX- starring PASSION2000（山口五和、原田梢、石川加奈子、真崎麻衣）